# Автономные регионы Португалии

Континентальная Португалия и её острова

Автономные регионы Португалии (порт. Regiões Autónomas de Portugal) — совокупность двух административных единиц этой страны, Асориш и Мадейра, расположенных в северной половине Атлантического океана на архипелагах Азорские острова и Мадейра. Вместе с находящейся в западной части Иберийского полуострова Европы континентальной Португалией (Portugal Continental) образуют Португальскую Республику.

## Архипелаги
Мадейра находится приблизительно в 1 тыс. км к юго-западу от собственно Португалии и в 520 км к западу от африканского побережья. Этот архипелаг состоит из двух населённых островов, Мадейра и Порту-Санту, и двух отдалённых групп мелких необитаемых островов — Ильяш-Дезерташ и Селваженш.
Азорские острова — северо-западнее Мадейры на расстоянии около 880 км от неё и приблизительно в 1360 км западнее побережья континентальной Португалии. Этот архипелаг состоит из девяти обитаемых (Сан-Мигел, Санта-Мария, Фаял, Пику, Грасиоза, Сан-Жоржи, Терсейра, Флориш и Корву) и нескольких небольших ненаселённых вулканических островов.
Из-за отдалённости обоих архипелагов как от Европы, так и от Африки, их континентальная принадлежность может являться предметом дискуссий. Обычно Азорские острова условно относят к Европе, а Мадейру к Африке. Совокупно с расположенными там же в северной Атлантике Канарскими островами и островами Зелёного Мыса они составляют географический регион Макаронезия.  
| Флаг | Название | Год обретения | Столица       | Население, чел. (2011) | Площадь, км² |
| ---- | -------- | ------------- | ------------- | ---------------------- | ------------ |
|      | Асориш   | 1439          | Понта-Делгада | 246 772                | 2322         |
|      | Мадейра  | 1420          | Фуншал        | 267 785                | 785          |

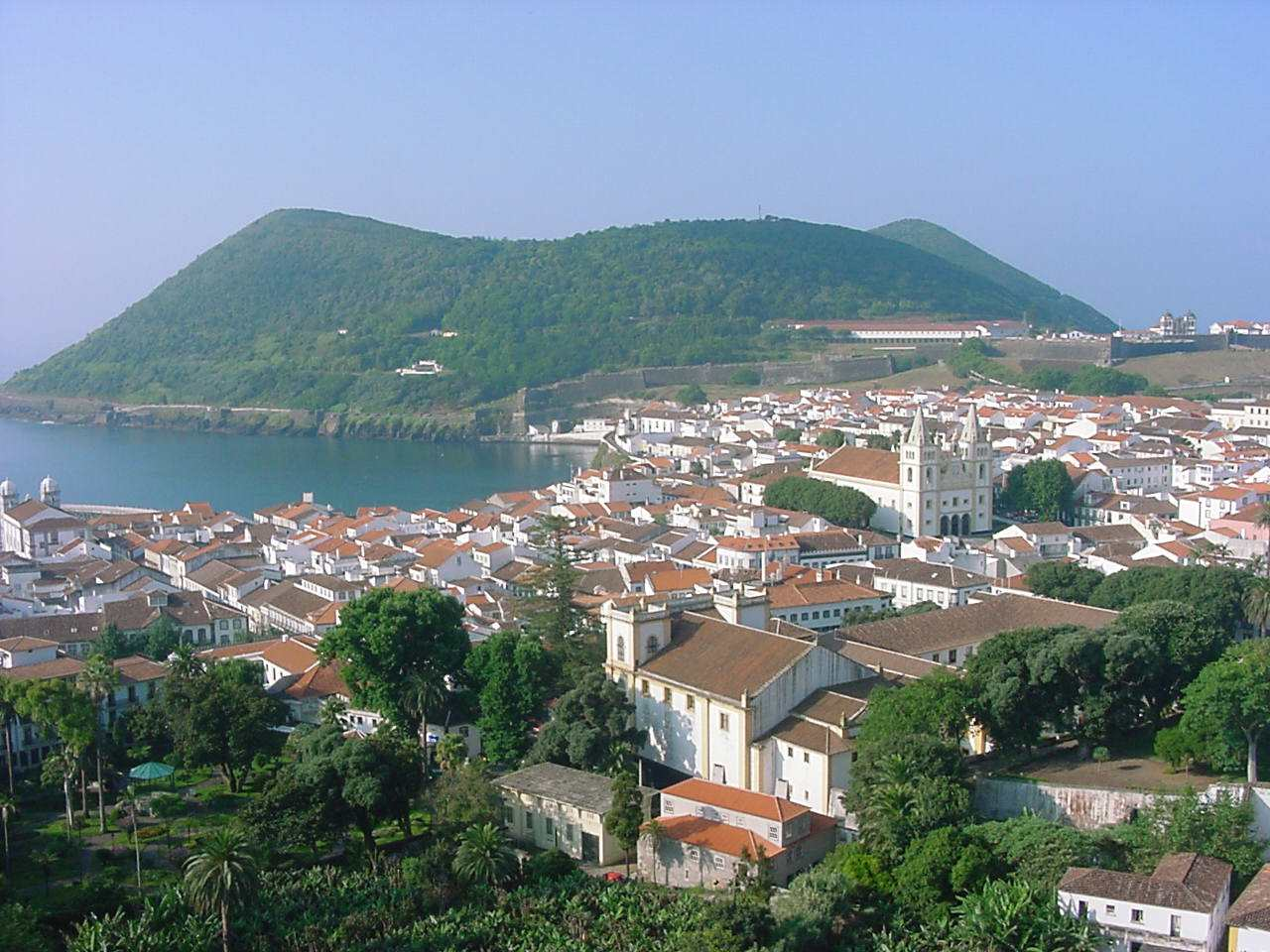
Терсейра, Ангра-ду-Эроишму, старейший город Азорских островов

Мадейра и Азорские острова стали первыми объектами заморской экспансии Португалии. Завоёвывать их, впрочем, не пришлось: оба архипелага к моменту инициированного Генрихом Мореплавателем их освоения португальцами были необитаемы. Эта экспансия вскоре привела к образованию обширной Португальской колониальной империи. Другие части прежней империи, просуществовав несколько веков в статусе колоний, стали независимыми государствами. Таким образом, первые заморские территории XV века оказались для страны к концу XX века и последними. Подробнее см. История Азорских островов и История Мадейры.

## Управление
В своём современном статусе автономные регионы Азорские острова и Мадейра образованы согласно конституции Португалии 1976 года, они делятся сразу на муниципалитеты (municípios) и общины (приходы) (freguesia), минуя уровень округов. В составе Азорских островов 19 муниципалитетов, Мадейра подразделяется на 11. Представительным органом каждого региона является законодательная ассамблея (Assembleia Legislativa), избираемая всем населением автономии по пропорциональной системе, а исполнительным — местное правительство (Governo Regional).

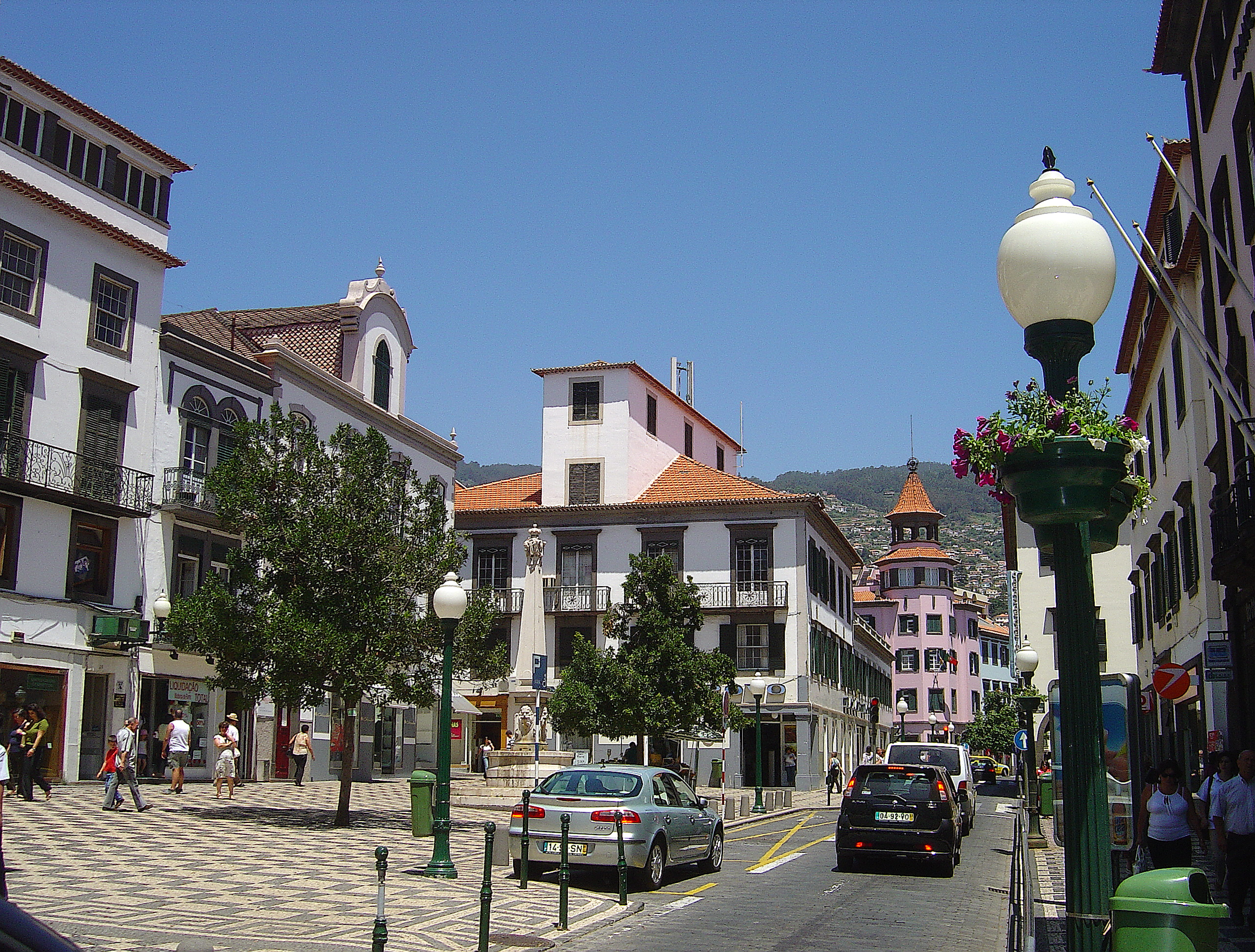
Мадейра, Фуншал, центр города

До 2006 года Португальскую Республику в каждом из двух регионов представлял министр республики (Ministro da República), утверждавшийся президентом страны по представлению правительства региона (Governo Regional). В настоящее время должность министра конституционной поправкой заменена на представителя республики (Representante da República) с меньшими полномочиями. Представитель предлагается президентом соответствующего регионального правительства (Presidente do Governo Regional) в соответствии с результатами последних парламентских выборов и назначается президентом Португалии.

## Статус
Мадейра и Азорские острова входят в Европейский Союз в качестве особых отдалённых территорий Португалии. В целях статистического учёта в рамках ЕС две описываемые португальские автономии отнесены одновременно к единицам NUTS первого, второго (регионы) и третьего уровня (субрегионы).
С января 1980 года Португалия выпускает для каждого из двух своих автономных регионов особые почтовые марки. На них имеется надпись Portugal. Madeira и, соответственно, Portugal. Açores. Эти знаки почтовой оплаты допущены к обращению на всей территории Португалии.

## Вооруженные силы
За оборону территорий отвечает командование военной зоны Азорских островов (3-й отдельный гарнизонный пехотный полк) и командование военной зоны островов Мадейра (1-й и 2-й отдельные гарнизонные пехотные полки).